# Miss Decibel (låt av Medina)
Miss Decibel är en låt med svenska rapduon Medina. Miss Decibel blev fyra på iTunes den 26 april 2013 och etta på sommarplågan.nu 1 maj 2013. Den 10 maj gick låten in på Svensktoppen. Sången släpptes på skivbolaget EMI Music SWEDEN. Låten är producerad av svenska producenterna KJ & JOKER och skriven av Medina.

## Listplaceringar
| Lista (2013-2014) | Topplacering |
| ----------------- | ------------ |
| Sverige           | 2            |